# Христополска стена
Христополската стена (на гръцки: Τείχισμα Χριστουπόλεως, Μακρό Τείχος Καβάλας) е археологически обект, крепост край град Кавала, Гърция.

## Местоположение
Развалините са разположени на височината Кулес (272 m) над Кавала, в района на Санаториума.

## История
Укреплението не е от затворен тип, а е преградна стена (тейхизма) с кули, останки от крепостен вал стигащ до крепостта Кавала. Според византийския историк Никифор Григора дългата стена се простира от морето до близката планина Акронихия. Христополис средновековното име на Кавала.
„Стената около Христополис” (περί την Χριστούπολιν τείχισμα) е построена в 1307 година по заповед на византийския император Андроник II Палеолог (1282 - 1328). Поводът за изграждането ѝ е неуспешният опит на Каталонската компания да окупира Кавала в предходната 1306 година. В средновековната хроника на Рамон Мунтера се отбелязва с триумфален тон, че нито един град не им е избягал, освен Константинопол, Адрианопол, Солун и Христополис. Целта на набързо издигнатата стена не е да защити Христополис, а да предотврати завръщането на каталонците в Тракия, където могат да застрашат Константинопол.
Стената на Христоуполис, която по това време е извън града, затваря прохода между възвишенията на Кавала и морето. Тази точка беше главният проход на изток към Константинопол, през който минава Виа Егнация. Стената започва от върха на хълма Кулес и завършва в покрайнините на Кавалската крепост при кулата Иперкалос. Смята се за сигурно, че в голяма част от пътя си стената е съвпадала с Кавалския акведукт.
Краят на използването на укреплението вероятно идва в 1383 година, когато градът се предава на турците. Окончателният край настъпва в 1391 година, когато турците се завръщат и, вероятно поради неплащането на васалния данък, разрушават напълно града и стените му.
По-късно, в 1425 година, османците възстановяват крепостта на Кавала, но вероятно не са се занимавали със стената и частта вътре в града с течение на времето изчезва. Въпреки това е много възможно някои от кулите, особено тази на Кулес, която не е запазена, да са били използвани като наблюдателни кули или аванпостове.

## Описание
Стената започва от северната страна на градската крепост, по-специално от кулата Иперкалос и се насочва към отсрещните хълмове, като завършва с четири кули, три четириъгълни и една цилиндрична. Тези кули са изолирани, на повече от 100 m разстояние между тях и от стената. Въпреки това, макар и донякъде независими от останалата част от укреплението, те изглеждат от същия период и трябва да са построени заедно със стената.
Дължината на стената от Иперкалос до хълма е около 1750 m, докато отделните кули покриват допълнително пространство от около 470 m. Между кулите и крепостната стена не изглежда да е имало някакво укрепление, въпреки че хълмът не е особено стръмен. Общата дължина на стената е около 1450 m.
Стената се е пресичала Виа Егнация в района, където днес е църквата „Въздвижение на Светия кръст“. Състои се от две стени с коридор между тях. Кулата Куле на хълма Кулес - най-северният край на стената, която се вижда от града е масивна двуетажна четиристранна кула със сводест покрив на приземния етаж. Тя се срутва през декември 2002 година и остава само основата му. Малко под Куле е единствената кръгла кула от стената и единствената, която оцелява на някаква височина.